# Hans Walz
Pour les articles homonymes, voir Walz.
Hans Walz, né le 21 mars 1883 à Stuttgart et mort le 23 avril 1974 dans la même ville, est un commerçant et industriel allemand, également désigné Juste parmi les nations. Il fut directeur général de la société Robert Bosch GmbH de 1926 à 1963.

## Biographie
Après avoir fréquenté le lycée, Hans Walz effectue un apprentissage de deux ans dans le secteur bancaire, avant de travailler dans ce domaine ainsi que dans le commerce de gros. En 1912, il rejoint la société Bosch, où il devient secrétaire personnel de Robert Bosch pour la gestion de ses biens. Il est nommé au conseil de surveillance de l’entreprise en 1919.
Il siège également au conseil de surveillance de la Société de l’hôpital homéopathique de Stuttgart.
Sous la République de Weimar, Walz s'engage dans l'« Association pour la défense contre l’antisémitisme » et se lie d'amitié avec le musicologue Karl Adler (de). Il est également membre du comité consultatif de l’Église protestante du Wurtemberg. En 1942, le Sicherheitsdienst formule à son encontre une appréciation négative à ce titre.
En 1933, Hans Walz ainsi que d'autres cadres de Bosch déposent une demande d’adhésion au Parti nazi (numéro d’adhésion : 3 433 104). Sa demande est acceptée rétroactivement à la date du 1er mai 1933. Il devient également membre de la SS (numéro : 155 369) ainsi que du cercle d’amis de l’économie (Freundeskreis der Wirtschaft). Ce dernier rapporte cependant des tensions entre Walz et d'autres membres, notamment avec Fritz Kranefuss, proche de Himmler. Il est toutefois nommé Wehrwirtschaftsführer (responsable de l’économie de guerre) à la fin de l’année 1943 ou début 1944.

## Action en faveur des Juifs et reconnaissance
Entre 1938 et 1940, Hans Walz contribue au financement de l’émigration de Juifs d’Allemagne, notamment pour le compte de Karl Adler. En reconnaissance de ses actions, il est nommé Juste parmi les nations par l’État d’Israël en 1969,.
Il est l’un des rares membres du Parti nazi à avoir reçu ce titre, aux côtés de Oskar Schindler, Georg Ferdinand Duckwitz, Helmut Kleinicke (en)et Karl Plagge.

## Distinctions et engagements postérieurs
En 1953, Walz est décoré de l'Ordre du Mérite de la République fédérale d'Allemagne[réf. nécessaire]. En 1958-1959, il devient le premier trésorier de la fondation libérale Friedrich-Naumann-Stiftung, fondée dans la continuité des idéaux de Friedrich Naumann, que Robert Bosch avait soutenu de son vivant.